# Enrique de Thomas
 Enrique de Thomas  fue un periodista y director de cine apodado Wing que nació en Argentina y que fue quien en la década de 1960 en medio del "boom" de la construcción de la propiedad horizontal durante la presidencia de Arturo Frondizi bautizó a la ciudad de Mar del Plata como “La Ciudad Feliz” en una campaña publicitaria iniciada por la Comuna que en ese tiempo tenía una administración socialista dirigida por el intendente Teodoro Bronzini.
En reconocimiento a su labor se le otorgó en 1986 el galardón de Ciudadano Marplatense por el Concejo Deliberante de Mar del Plata.

## Filmografía
Director
- La Ciudad feliz (Inédita) (1964)
- Historia de una soga (1956)
- El cielo en las manos (1950)

Guionista
- La Ciudad feliz (Inédita) (1964)
- Historia de una soga (1956)
- La telaraña (1954)